# Angelo Donati
Pour les articles homonymes, voir Donati.
Angelo Donati, né le 3 février 1885 à Modène et mort le 30 décembre 1960 à Paris, est un homme politique, un diplomate, un financier et un philanthrope italien.
Issu lui-même d'une famille juive, il s'est illustré par son action en faveur des Juifs de la zone d'occupation italienne en France, de novembre 1942 à septembre 1943.

## Biographie

### Origines familiales et débuts professionnels (1885-1918)
Angelo Donati descend d'une des plus importantes familles de la communauté juive de Modène, dont les origines remontent à la seconde moitié du XVe siècle, lorsque Donato Donati, habitant à Finale Emilia, obtient l’autorisation d'exploiter du sarrasin dans les États du duc César d'Este.
Son père, ses frères et ses cousins occupent pour la plupart des positions importantes.
Ayant obtenu un diplôme d’avocat, Angelo Donati devient banquier à Milan, puis agent de change à Turin.
Il est mobilisé en mai 1915, combat dans les tranchées avec le grade de capitaine d’infanterie. En 1916, il est muté dans l’aviation et accomplit de nombreuses missions de combat. Puis il est envoyé en France comme chargé de la coordination entre les armées italienne et française.

### L'entre-deux-guerres: diplomate à Paris
Il s’établit à Paris en 1919 et devient administrateur de diverses sociétés italiennes et françaises.
De 1925 à 1932, il est consul général de la République de Saint-Marin.
À partir de 1932, il est président de la Chambre de Commerce italienne de Paris.
Nommé grand officier de la Couronne d’Italie, il est aussi fait commandeur de l’ordre de Sant'Agata à Saint-Marin. En 1936, le gouvernement français le fait commandeur de la Légion d'honneur.

### La Seconde Guerre mondiale

#### De Paris à Nice (1939-1942)
Contraint d'abandonner sa charge de président de la Chambre de commerce en 1939, à la suite des lois raciales fascistes de 1938, Donati quitte Paris avant l'arrivée des troupes allemandes en juin 1940.
Il part à Cauterets dans les Hautes-Pyrénées, puis s'installe à Marseille où il est témoin au mariage d'un parent, Piero Sacerdoti, avec Ilse Klein, avant partir pour Nice, qui se trouve alors en zone non occupée (les Allemands occupant le nord de la France et le littoral atlantique, et les Italiens quelques zones frontalières, notamment Menton).
Il devient directeur de la Banque franco-italienne à Nice.

#### Le «pape des Juifs» après l'occupation italienne de Nice (novembre 1942)
Suite du débarquement allié en Afrique du Nord en novembre 1942, les départements situés à l'est du Rhône (sauf les Bouches-du-Rhône) sont occupés par les troupes italiennes le 11 novembre 1942, tandis que les Allemands prennent le contrôle du reste de la zone libre. L'occupation italienne présente un intérêt majeur pour les juifs : l'armée italienne ne cautionne pas les politiques antisémites.
Fort de son prestige personnel et des bons contacts qu'il entretient dans les milieux militaires et diplomatiques italiens, Donati profite de cette nouvelle situation pour prendre en main le sort des Juifs. Cette activité, qui lui vaudra d'être désigné par la Milice française et par ses détracteurs comme le « pape des Juifs », est devenue légendaire.
Il reçoit tous les matins deux membres du Comité d’aide aux réfugiés (le « Comité Dubouchage », du nom de la rue où se situe la synagogue de Nice) ainsi que le rabbin Saltiel, qui lui apportent des demandes de visas ou de laissez-passer et étudient les mesures à prendre en faveur des Juifs de la zone occupée.
Grâce aux informations transmises par Donati, le consul général d'Italie Alberto Calisse réussit à s'opposer efficacement aux dispositions antijuives des autorités françaises à tel point que le « Comité Dubouchage » émet un document contresigné par la Synagogue dont la police française doit accepter la validité car légitimé par les autorités italiennes.
À l'instigation de Donati, le général Avarna di Gualtieri, qui représente le commandement italien auprès du gouvernement de Vichy, annule toutes les mesures anti-juives prises par ce gouvernement, arguant que de « telles mesures relèvent de la seule compétence des autorités militaires italiennes d'occupation ». Par ailleurs, Barranco, chef de la police italienne, désigne quatre carabiniers pour protéger les fidèles de la synagogue des agressions commises par les membres de la Milice française. Tout ceci en passant outre aux télégrammes et informations allemands expriment rage et indignation.
Les Allemands font parvenir des protestations à Rome, ce qui amène Mussolini à créer un « Bureau royal de la Police raciale de Nice », confié à l'inspecteur Guido Lospinoso. Mais à son arrivée à Nice, Lospinoso rencontre Donati qui lui fait comprendre qu'il est la personne la mieux informée des réalités du terrain.
En dépit d'un mandat d'arrêt lancé par la police allemande, Donati continue son œuvre de sauvetage et réussit à éloigner de Nice plus de 2 500 Juifs qui sont transférés, en évitant la zone occupée par les Allemands, vers la « résidence forcée » de Saint-Martin-Vésubie, les autorités françaises ayant reçu l'ordre de ne pas intervenir.

#### Le projet d'évacuation des Juifs de la zone italienne
Au cours des premiers mois de l'année 1943, Donati met au point un projet ambitieux visant au transfert de milliers de Juifs vers la Palestine, comptant sur l'appui du Vatican et des Alliés, et même du gouvernement italien dirigé par le maréchal Badoglio depuis l'éviction de Mussolini le 25 juillet.
En août, Donati organise avec l'aide du père Marie-Benoît, une réunion de haut niveau au Vatican, où il expose son projet, en présence des ambassadeurs d'Angleterre et des États-Unis auprès du Saint-Siège, Sir Osborn et Titman.
Le plan prévoit l'entrée en Italie du plus grand nombre possible de réfugiés, qui pourraient ensuite être transférés en Afrique du Nord. Donati pense pouvoir affréter quatre navires (les Duillio, Giulio Cesare, Saturnin et Vulcania) grâce aux fonds de l'American Joint Commitee, soit un montant de 5,500 dollars par jour. Les Alliés, considérant le projet réalisable, consentent au passage des convois à travers la Méditerranée.
Fin août 1943, 5 000 passeports ont déjà été préparés à Rome afin de permettre aux réfugiés d'entrer légalement en Italie et le gouvernement Badoglio a défini les lieux où les Juifs seraient en sûreté.
Le 1er septembre, un armistice est signé en Sicile entre l'Italie et les Alliés, mais le gouvernement donne des assurances sur la possibilité de merner l'opération d'évacuation à son terme, car il est prévu de tenir l'armistice secret pendant quelques semaines.

#### Après l'occupation allemande de Nice (septembre 1943)
Mais le 8 septembre 1943, le général Eisenhower rend public l'armistice sans en avoir informé le gouvernement italien. Les troupes italiennes évacuent alors le sud-est de la France et sont remplacées par les troupes allemandes de la Wehrmacht, accompagnée de la Gestapo. L'Allemagne occupe aussi le nord de l'Italie.
Donati, bloqué à Florence évite ainsi l'arrestation par la Gestapo de Nice ; son appartement de la promenade des Anglais est dévasté et pillé. Recherché par les Allemands, Donati reste caché pendant trois semaines en Toscane, puis en Lombardie, et parvient à passer en Suisse le 14 octobre 1943.
Installé à Montreux, Donati tente de sauver sa famille et de connaître le sort réservé à ses coreligionnaires déportés de Nice. Il fait de nombreux voyages à Berne afin d'y rencontrer le nonce apostolique et d'autres diplomates, ainsi qu'à Genève pour mobiliser la Croix-Rouge internationale en faveur des déportés.

### L'après-guerre: le retour à la diplomatie (1945-1960)

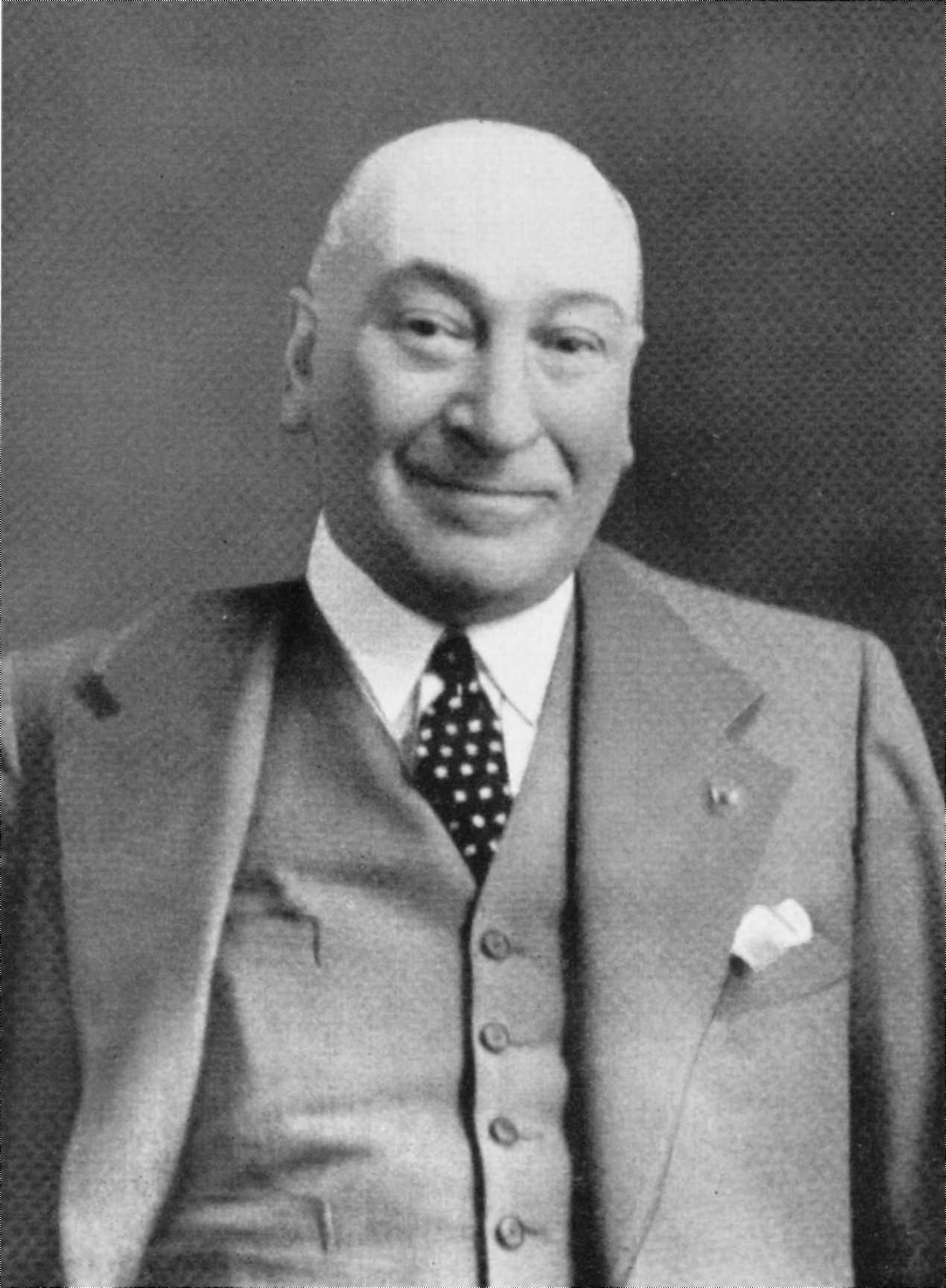
Angelo Donati dans les années 1950

En 1945, le gouvernement italien sollicite Donati pour revenir en France avec le titre de délégué général de la Croix-Rouge italienne. Ayant obtenu le consentement de l'ambassadeur Giuseppe Saragat, il entreprend dès la fin des hostilités des pourparlers avec le gouvernement français en vue d'assister et libérer des prisonniers et internés civils italiens.
Il reprend dès 1948 ses activités diplomatiques pour la République de Saint-Marin. Il est nommé chargé d'affaires de la République à Paris, puis ministre plénipotentiaire en 1953. La même année, il fait jouer ses bonnes relations avec le nonce apostolique à Paris Angelo Roncalli pour trouver une solution dans l’affaire Finaly, concernant deux enfants juifs sauvés de la déportation par des sœurs catholiques qui ne voulaient pas les restituer à leurs proches après la guerre car elles les avaient baptisés.

### Vie privée
Sans enfants, il adopte deux enfants juifs allemands âgés de huit et dix ans; dont les parents sont morts en déportation. Ils avaient été cachés par son valet de chambre Francesco Moraldo dans la commune natale de celui-ci, Triora, après la fuite de Donati en Suisse.

## Titres honorifiques
- Grand Officier de la Couronne d'Italie
- Commandeur de l’ordre di Sant'Agata de Saint-Marin
- Commandeur de la Légion d'honneur, 1936
- Commandeur de l'ordre de l'Étoile de la solidarité italienne, 23 novembre 1950
- Médaille d'or du mérite civil (it) à la mémoire, 26 janvier 2004, avec la citation suivante du président de la République Ciampi : « Pendant la seconde guerre mondiale dans la zone de la France occupée par l’armée italienne, Angelo Donati, avec un grand courage, réussit à sauver, avec la collaboration des autorités civiles et militaires italiennes, des milliers de Juifs de différentes nationalités, en protégeant pendant plusieurs mois leurs vies menacées par la déportation dans les camps d’extermination nazis. Avec sa générosité d’âme et son engagement passionné, il a donné vie et témoignage aux valeurs de liberté et de justice. Un brillant exemple de nobles vertus civiques ».

## Hommages
Le 27 janvier 2004, la commune de Modène, la Fondation de la Caisse d'épargne de Modène, l'Institut historique de Modène, la communauté juive de Modène et de Reggio d'Émilie organisent un colloque d’études et une exposition photographique en mémoire d'Angelo Donati.
Le 3 et 4 février 2016 la ville de Nice a célébré sa mémoire par des cérémonies solennelles qui ont commencé à la synagogue - en présence des plus hautes autorités de la ville - et se sont achevées avec le dévoilement d'une plaque sur la Promenade des Anglais, au coin avec Rue Cronstadt, face à l'Hôtel Negresco.

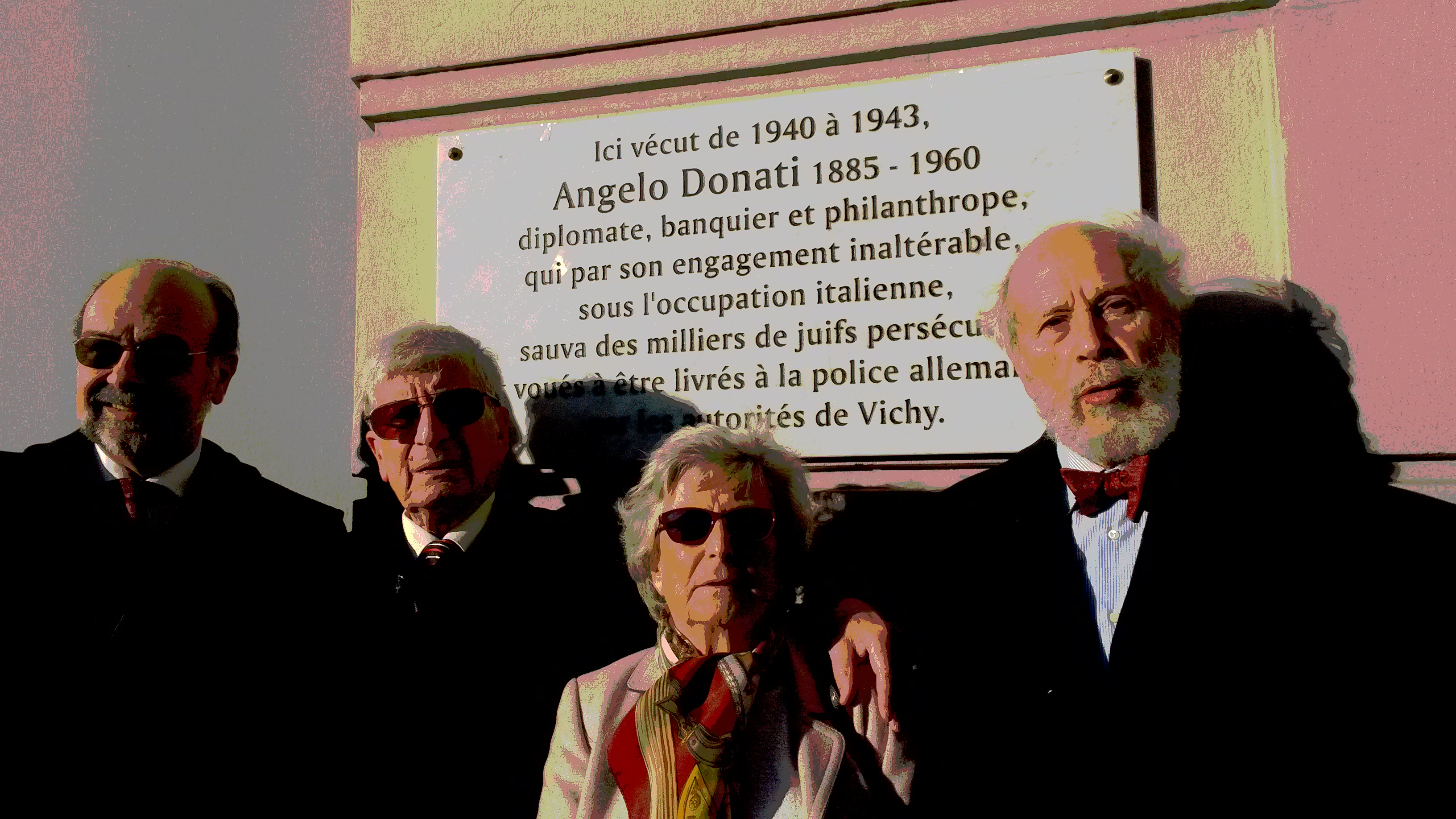
Plaque en memoire de Angelo Donati à Nice